# Chuy Bravo
Chuy Bravo, eredeti nevén Jesús Melgoza (Tangancícuaro, Michoacán, 1956. december 7. – Mexikóváros, Mexikó, 2019. december 14.) amerikai komikus, színész, rendező, producer. 
Chelsea Handler Chelsea Lately című show-műsorában a műsorvezető társaként szerepelt.

## Életpályája
Melgoza Mexikóban született egy sokgyermekes családban. 15 éves korában emigrált az Egyesült Államokba.
Színészi pályafutását az 1990-es évek elején kezdte. Szerepelt a Féktelen balfékek (2005) és A Karib-tenger kalózai: A világ végén (2007) filmekben. Pornófilmekben is feltűnt, ezek közül a legismertebb a Chuy Bravo Porn Star.
Melgoza törpe termetű volt, 130 centiméteres testmagassággal. Kigyógyult a prosztatarákból, emellett alkoholizmussal is küzdött, melyből szintén sikerült felépülnie. Alapítványt hozott létre, mely mexikói szülővárosában élelmet és ruhát nyújtott az alkoholizmussal küzdőknek.
Belső vérzést követően a komplikációkba halt bele 2019. december 14-én.